# Children of the Chapel
Die Children of the Chapel ist ein Chor, bestehend aus Knaben mit noch ungebrochenen Stimmen. Sie stellen einen Bestandteil der Chapel Royal dar und singen anlässlich spiritueller Ereignisse, wann immer der englische König oder die Königin es bestimmt. Zwischen den 1510er Jahren bis 1616 waren sie auch als erfolgreiches Theaterensemble tätig. Als dieses lösten sie sich auf und wurden 1626 wieder als reiner Kirchenchor formiert. Er besteht bis heute.

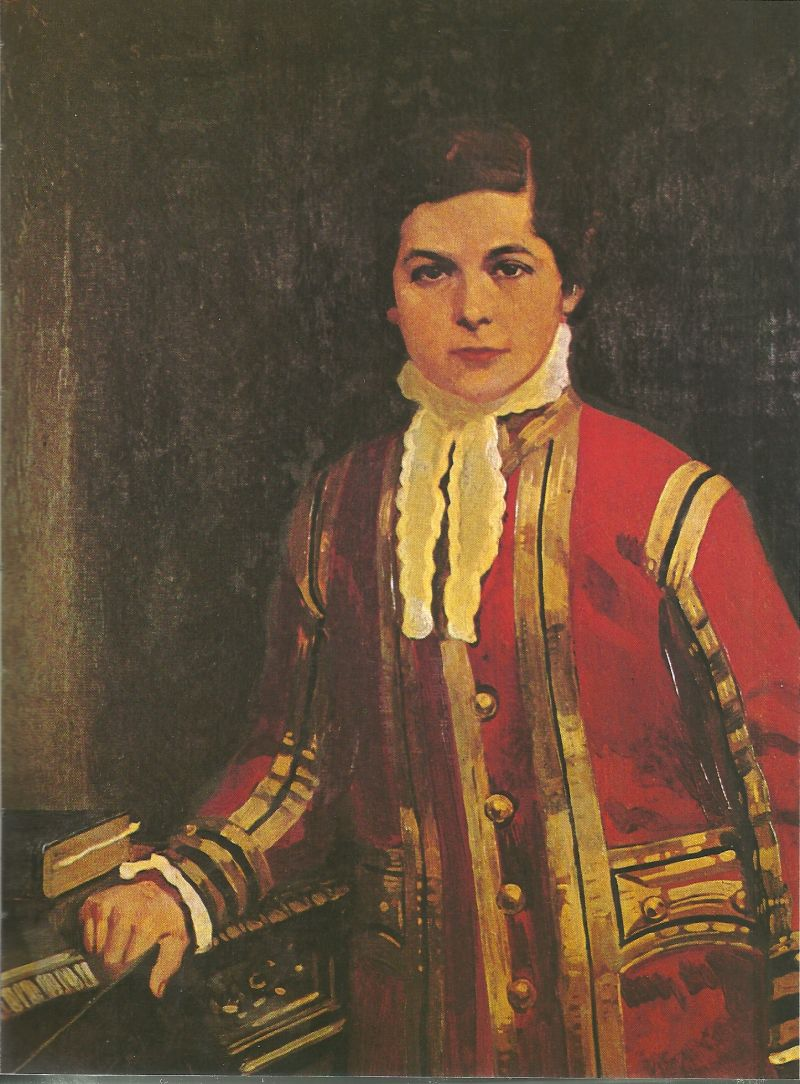
Der Komponist Arthur Sullivan im Alter von 13 als Chorsänger der Chapel Royal, in der Staatsuniform

## The Children of the Chapel Royal
Die Chapel Royal verfügte über einen bedeutenden Chor. Dieser erreichte seine größte Blüte während der Regierungszeit von Elizabeth I., als William Byrd und Thomas Tallis gemeinsam das Amt der königlichen Organisten ausübten. Der Master of the Children verfügte bis 1684 über das Recht, besonders begabte Sängerknaben aus den Chören des Landes für den Dienst in der königlichen Kapelle zwangszuverpflichten. Diese Sängerknaben waren bis 1626 außerdem als Schauspieler in Theaterproduktionen am Hof und im 18. Jahrhundert als Sopranisten in Aufführungen von Georg Friedrich Händels Oratorien und anderen Werken im Einsatz. Unter König Karl II. wurde der Chor häufig durch Streicher des königlichen Orchesters verstärkt, darüber hinaus beschäftigte die Chapel Royal außer Sängern und Organisten auch Komponisten, Lautenisten und Gambenspieler in ihren Reihen.
Im späten 13. Jahrhundert bildete sich die Einrichtung der Chapel Royal als ortsgebundene Institution heraus, während sie zuvor, wie der gesamte restliche Hofstaat, stets mit dem Monarchen reiste und Gottesdienste jeweils an dessen Aufenthaltsort abhielt. Im 17. Jahrhundert hatte die Chapel ein eigenes Gebäude im Palace of Whitehall, der 1698 niederbrannte; seit 1702 befindet sie sich im St James’s Palace.
Der Chor der Chapel Royal beansprucht für sich die älteste, durchgehend bestehende Musikgruppe der Welt zu sein. Die Kinderstimmen in der Kirche gelten den Stimmen der Engel am Nächsten.
Die jungen Chormitglieder, es sind zurzeit 10, sind traditionell als die „Children of the Chapel Royal“ bekannt und tragen die charakteristische rote Staatsuniform (siehe auch Rotrock), welche erstmals in der Restauration vorgestellt wurde. Ihre frühere, gesonderte Ausbildungsstätte im St James’s Palace existiert nicht mehr; die Knaben besuchen alle die City of London School und erhalten den Chorunterricht von der Queen. Früher, als sie noch innerhalb de Hofes unterrichtet wurden, waren sie Bestandteil des höfischen Lebens und erhielten so manche kleine Privilegien.
Die Pflichten des Chores beschränkten sich damals auf regelmäßige Auftritte in der Kapelle des Monarchen und auf gesonderte Aufforderung. Ihr Wirkungsbereich waren die beiden Kapellen des St James’s Palace, aber sie sangen auch in den Gotteshäusern des Kensington und Buckingham Palace. Der Chor nahm auch an vielen staatlichen und nationalen Zeremonien sowie an privaten Veranstaltungen des königlichen Hofhaushalts (Royal Household) teil. Der Chor besteht heute aus sechs Männern und zehn jugendlichen Chorsängern sowie einem Organisten (hier: „Sub-Organist“).

## Der Knabenchor im Wandel
Die Children of the Chapel (aufgrund ihrer Herkunft der Chapels Royal auch unter den Namen Children of Her Majesty’s Chapel Royal, die Children of the Chapel Royal, die Children of the Queen’s Revels, die Children of the Revels) und die Children of the Blackfriars Theatre oder kurz Children of the Blackfriars und schließlich die Children of the Whitefriars Theatre oder kurz Children of the Whitefriars waren die verschiedenen Namen dieses Ensembles von Kinderschauspielern im Elisabethanischen und Jakobinischen Zeitalters Englands.
Als Jakob I. 1603 den Thron bestieg, bestand der Chor der Chapels Royal aus einem Dekan, einem assistierenden Dekan und einer Gruppe von 32 Männern, welche sich aus Priestern und Laien zusammensetzte und einem Chor von 12 Knaben. William Cornysh, der von 1509 bis 1523 der sogenannte „Master of the Children“ war, also der Chorleiter, begann zuerst damit im Rahmen der Zwischenspiele am Hofe mit dem Knabenchor auch Schauspiel aufzuführen (u. a. „The Triumph of Love and Beauty“, stammend aus seiner Feder). William Hunnis, welcher ihm 1566 auf den Posten folgte, setzte diese Tradition bis 1584 fort.
1576, als James Burbage sein The Theatre erbaute und die Ära des Elisabethanischen Theaters begann, mietete der Assistent von Hunnis, Richard Farrant, ein Grundstück in den ehemaligen Klosteranlagen der Blackfriars und zeigte dort mit dem jugendlichen Chor öffentliche Aufführungen. Ab 1584 trat das Ensemble nicht mehr am Hofe auf; der Grund ist unbekannt. Als ein anderer namhafter Knabenchor Children of Paul’s unter ihrem Leiter John Lyly im Zuge der Marprelate-Kontroverse 1590 mit einem Auftrittsverbot belegt wurde, hatte das auch Auswirkung auf die anderen Knabenchöre. Sie konnten für die folgenden rund 10 Jahre kaum noch öffentlich oder am Hofe auftreten, darunter eben auch die Children of the Chapel.
Als 1594 Christopher Marlowes Dido, Queen of Carthage veröffentlicht wurde, wurde es konnotiert mit „Played by the Children of Her Majesty’s Chapel“ Jedoch ist der genaue Zeitpunkt der Aufführung unbekannt.
Ab 1600 traten die Children of the Chapel wieder regelmäßig auf öffentlichen Bühnen auf. Nathaniel Giles, ihr Leiter von 1597 bis 1634, wurde zusammen mit Henry Evans Pächter des Blackfriars Theatre, welches James Burbage 1596 errichtete und ließ den Knabenchor hier auftreten. Die Kinder spielten auch am Hofe (6. Januar und 22. Februar 1601). Sie hatten in diesem Jahr mit der satirisch angelegten Komödie „The Poetaster“ von Ben Jonson einen großen Erfolg.
Im Zuge der Nachwuchsgewinnung gab es oft fragwürdige Aktionen. Giles rekrutierte neue Chorknaben, die er unbedingt hierfür haben wollte, auf nicht immer angemessene Weise. Die Kinder wurden zur Teilnahme gepresst und nahezu entführt. Dazu besaß der Master of the Children sogar das Recht. Allerdings war dieses Recht nur auf den Chor beschränkt, nicht für Schauspieler. Solomon Pavy, ein junger Schauspieler, nach dessen frühen Tod 1603 Ben Jonson selbst einen lobenden Nachruf hielt, war solch ein Junge, der auf diese selbstherrliche Weise „in den Dienst gedrängt“ wurde. Berichten zufolge soll so auch Nathan Field in den Chor gekommen sein. In einem berüchtigten Fall brachte ein Mann namens Henry Clifton im Dezember 1601 eine Beschwerde vor der Star Chamber ein, in der behauptet wurde, Giles habe Cliftons jungen Sohn Thomas regelrecht entführt, während der Junge vom Gymnasium nach Hause ging. Giles wurde gerügt und Clifton bekam seinen Sohn zurück.
Die Children of the Chapel brachten in den folgenden Jahren Aufführungen von Jonson, George Chapman, John Marston, Thomas Middleton und anderen auf die Bühne; einen Schwerpunkt bildeten hierbei satirische Komödien, welche sich an die Verständigen am Hofe, den sogenannten „Court wits“, und ein gehobenes Publikum richtete. Diese Stücke standen im Kontrast zu den eher volksnäheren Aufführungen William Shakespeares, Thomas Heywoods, Thomas Dekkers und vergleichbarer Dramatiker. Die Theatergruppe hatte zu Beginn des Jahrhunderts sehr viel Erfolg. Als der Thron an das Haus Stewart überging, erhielten die Children of the Chapel, so wie andere Kinderspieltruppen, königliche Gnaden und wurden ab 1603 zu den Children of the Queen’s Revels (das alte englische Wort „Revel“, ein Lehnwort aus dem Französischen, steht für Festlichkeit).
Als die Truppe 1605 das Stück „Eastward Hoe“ auf die Bühne brachte, war es um den schönen adeligen Titel getan. Das Stück wurde zensiert und zwei der drei Autoren, Jonson and Chapman, inhaftiert. Die Knaben mussten sich mit dem verkürzten Titel Children of the Revels zufriedengeben. 1606 gaben sie „The Isle of Gulls“ von John Day und dieses Stück wurde ebenfalls scharf kritisiert. Daraufhin benannten sie sich nach ihrer Spielstätte in Children of the Blackfriars um. Aber sie schafften es zwei Jahre später den König ein drittes Mal zu brüskieren: In dem Zweiteiler „The Conspiracy and Tragedy of Charles, Duke of Byron“ von George Chapman beleidigten sie den französischen Botschafter am Hofe Antoine Lefèvre de la Boderie. Dieser beschwerte sich insbesondere über die Szene, in der die französische Königin die Liebhaberin des Königs ohrfeigt (eine Szene, die so im Buch nicht vorkam) und setzte ein Spielverbot durch.
Als der Hof einmal nicht in London weilte, spielten die Children of the Blackfriars das Stück trotzdem – in vollständiger Form. Der erzürnte König schwor den Knaben, dass „sie nie mehr spielen sollen, sondern erst um ihr Brot betteln sollen“ Allerdings liebte der König das Theater zu sehr und wird diesen Entschluss nicht lange aufrechterhalten haben. Das Ensemble spielte Weihnachten 1608 auch wieder am Hofe.
1608 übernahmen die King’s Men die Pacht des Blackfriars Theatres und kündigten den bisherigen Ensembles. Die Kindertruppe zog 1609 in das neu errichtete Whitefriars Theatre und nannte sich zwangsläufig um in Children of the Whitefriars. 1610 aber erhielten sie durch den Einfluss ihres neuen Leiters, Philip Rosseters, Lautenspieler des Königlichen Haushalts, den prestigeträchtigen Titel Children of the Queens Revel’s zurück.
Die Truppe spielte 1609 „Epicoene, or the Silent Woman“ (von Jonson) und 1611 Nathan Fields „A Woman is a Weathercock“, beide im Whitefriars und am Hofe. Field war in beiden Stücken auch Teil der Besetzung. Sie spielten am Hof vier Mal zwischen 1612 und 1613 und brachten Stücke von Beaumont und Fletcher. Um 1613 herum spielten sie kurzzeitig zusammen mit den Lady Elizabeth’s Men.

## Homoerotik
Die am Whitefriars Theatre auftretenden Spielgruppen der Boy Actors brachten in ihren Darbietungen oftmals homoerotische Anspielungen, was auch ein entsprechendes Publikum anlockte. Es wurden regelrecht Stücke nur für das typische Whitefriars-Publikum geschrieben. So die Erbschleicher-Komödie „Epicoene“ von Ben Jonson (Children of the Queen’s Revels) in der ein Junge eine heiratswillige Frau darstellt. Auch werden hierin homosexuelle Beziehungen zu Lustknaben u. a. m. angedeutet.

“Epicoene has a ‚fascination with gender, a category of signification which, through stage conventions of crossdressing and the deployment of boy actors to play women’s parts was represented as protean and ambiguous.”

Im Prolog zu diesem Stück richtete der Autor Ben Johnson sich an die „men and daughters of Whitefriars“, wobei er mit „men“ (Männer) die homosexuellen Besucher angesprochen haben könnte und mit „daughters“ (Töchter) die Prostituierten des nahegelegenen Rotlichtbezirks, welche sich auf der Suche nach Kunden oftmals im Theater aufhielten.
In „The Turke“ (vollständig: „An Excellent Tragedy of Mulleasses the Turke, and Borgias Governour of Florence“) verfasst von dem Miteigentümer des Whitefriars Theatres, John Mason und aufgeführt von den King’s Revels Children, werden u. a. homosexuelle Begegnungen thematisiert.

## Das Ende des Schauspiels und die Gegenwart
Als 1614 die Pacht am Whitefriars nach sieben Jahren auslief, zogen sie im Jahr darauf in das noch unfertige Porter’s Hall Theatre. Dort brachten sie ihr letztes Stück „The Scornful Lady“ (eine Komödie von Beaumont und Fletcher) dar. Das Ensemble löste sich um 1616 herum auf.
Eine 1626, im Jahr nach König Jakobs Tod, erteilte Zusicherung an Nathaniel Giles, um Sänger für den Dienst der Chapel Royal aufzunehmen, enthielt die Maßgabe, dass die Kinder, die aufgenommen werden sollten, nicht als Komödianten oder Schauspieler angestellt werden dürfen, bzw. keine Theaterstücke, Zwischenspiele, Komödien oder Tragödien darbieten, da „es nicht angebracht oder anständig sei, dass Solches, wie das Singen zum Lobe des allmächtigen Herrn, durch solche lasziven und profanen Übungen trainiert oder zum Einsatz kommen“.
Die Chapel Royal existiert bis heute, hat jedoch an Bedeutung und Ausstrahlung gegenüber früheren Jahrhunderten deutlich verloren. Der Chor besteht heute aus sechs professionellen Sängern sowie zehn Chorknaben.